# Виремби-Семеніцькі
Виремби-Семеніцькі (пол. Wyręby Siemienickie) — село в Польщі, у гміні Кшижанув Кутновського повіту Лодзинського воєводства.
Населення — 58 осіб (2011).
У 1975-1998 роках село належало до Плоцького воєводства.

## Демографія
Демографічна структура станом на 31 березня 2011 року:
|          | Загалом | Допрацездатний вік | Працездатний вік | Постпрацездатний вік |
| -------- | ------- | ------------------ | ---------------- | -------------------- |
| Чоловіки | 34      | 7                  | 22               | 5                    |
| Жінки    | 24      | 4                  | 10               | 10                   |
| Разом    | 58      | 11                 | 32               | 15                   |